# 香港電影金像奨
香港電影金像奨は、香港で毎年春に開催される、中華圏で最も有名な映画賞の授賞式典の一つ。日本では香港アカデミー賞とも称される。1999年に催された第18回では千葉真一が『風雲 ストームライダーズ』で、外国人として初めて優秀主演男優賞にノミネートされた。

## 受賞作一覧
| 回 | 年     | 最優秀作品賞                              | 最優秀監督賞                                                              | 最優秀主演男優賞                                                     | 最優秀主演女優賞                                           | 最優秀助演男優賞                                                | 最優秀助演女優賞                                    | 最優秀新人賞                                               |
| -- | ------ | ----------------------------------------- | ------------------------------------------------------------------------- | -------------------------------------------------------------------- | ---------------------------------------------------------- | --------------------------------------------------------------- | --------------------------------------------------- | ---------------------------------------------------------- |
| 1  | 1982年 | 父子情                                    | アレン・フォン （父子情）                                                 | マイケル・ホイ （新Mr.Boo!アヒルの警備保障）                         | クララ・ウェイ（恵英紅） （レディークンフー 激闘拳）       | --                                                              | --                                                  | --                                                         |
| 2  | 1983年 | 望郷                                      | アン・ホイ （望郷）                                                       | カール・マッカ （悪漢探偵） サモ・ハン・キンポー （ピックポケット!） | ペギー・ラム （靚妹仔）                                    | --                                                              | --                                                  | シーズン・マ （望郷）                                      |
| 3  | 1984年 | 半邊人                                    | アレン・フォン （半邊人）                                                 | レオン・カーフェイ （西太后）                                        | セシリア・イップ （表錯七日情）                            | --                                                              | --                                                  | ドゥドゥ・チェン （終わらない愛を探して）                  |
| 4  | 1985年 | ホームカミング                            | イム・ホー （ホームカミング）                                             | ダニー・リー （漆黒 ノワール）                                       | スーチン・ガオワー （ホームカミング）                      | シャム・ウェイ （省港旗兵 九龍の獅子）                          | アニタ・ムイ （緣份）                               | ジョセフィン・クー （ホームカミング）                      |
| 5  | 1986年 | ポリス・ストーリー/香港国際警察           | メイベル・チャン （非法移民）                                             | ケント・チェン （何必有我）                                          | ポーリン・ウォン （錯點鴛鴦）                              | マン・ホイ （レディ・ハード 香港大捜査線）                      | ディニー・イップ （花街時代）                       | 陳婉麗 （女人風情話）                                      |
| 6  | 1987年 | 男たちの挽歌                              | アレン・フォン （ジャスト・ライク・ウェザー/美国心）                      | チョウ・ユンファ （男たちの挽歌）                                    | シルビア・チャン （最愛）                                  | チョン・プイ （癲佬正傳）                                       | エレイン・ジン （地下情/追いつめられた殺意）        | クリスティン・リー （ジャスト・ライク・ウェザー/美国心）   |
| 7  | 1988年 | 誰かがあなたを愛してる                    | リンゴ・ラム （友は風の彼方に）                                           | チョウ・ユンファ （友は風の彼方に）                                  | ジョセフィーン・シャオ （不是冤家不聚頭）                  | トニー・レオン （野獣たちの掟）                                 | エレイン・ジン （野獣たちの掟）                     | ラム・コッパン （バイオレンス・ポリス 九龍の獅子）         |
| 8  | 1989年 | ルージュ                                  | スタンリー・クワン （ルージュ）                                           | サモ・ハン・キンポー （七小福）                                      | アニタ・ムイ （ルージュ）                                  | ジャッキー・チュン （いますぐ抱きしめたい）                     | リンダ・リー （學校風雲）                           | デヴィッド・ウー （今夜星光燦爛）                          |
| 9  | 1990年 | 黄昏のかなたに                            | ジョン・ウー （狼/男たちの挽歌・最終章）                                  | チョウ・ユンファ （過ぎゆく時の中で）                                | マギー・チャン （仔猫のように抱きしめて）                  | トニー・レオン （風はバラに散った）                             | セシリア・イップ （黄昏のかなたに）                 | コン・ワー （但願人長久）                                  |
| 10 | 1991年 | 欲望の翼                                  | ウォン・カーウァイ （欲望の翼）                                           | レスリー・チャン （欲望の翼）                                        | ドゥドゥ・チェン （彼女はシークレットエージェント）        | ン・マンタ （アンディ・ラウの逃避行）                           | レイン・ラウ （廟街皇后）                           | レイン・ラウ （廟街皇后）                                  |
| 11 | 1992年 | 跛豪                                      | ツイ・ハーク （ワンス・アポン・ア・タイム・イン・チャイナ 天地黎明）      | エリック・ツァン （愛という名のもとに）                              | セシリア・イップ （婚姻勿語）                              | クワン・ホイサン （リー・ロック伝 大いなる野望 Part1 炎の青春） | デニー・イップ （ダンス・ウイズ・ドラゴン）         | ジェイド・リャン （黒い女豹）                              |
| 12 | 1993年 | 籠民                                      | ジェイコブ・チャン （籠民）                                               | レオン・カーフェイ （黒薔薇VS黒薔薇）                                | マギー・チャン （ロアン・リンユィ 阮玲玉）                 | リウ・カイチー （籠民）                                         | フォン・ボーボー （黒薔薇VS黒薔薇）                 | アニタ・ユン （亞飛與亞基）                                |
| 13 | 1994年 | つきせぬ想い                              | イー・トンシン （つきせぬ想い）                                           | アンソニー・ウォン （八仙飯店之人肉饅頭）                            | アニタ・ユン （つきせぬ想い）                              | チョン・プイ （つきせぬ想い）                                   | フォン・ボーボー （つきせぬ想い）                   | ウー・シングォ （誘僧）                                    |
| 14 | 1995年 | 恋する惑星                                | ウォン・カーウァイ （恋する惑星）                                         | トニー・レオン （恋する惑星）                                        | アニタ・ユン （君さえいれば/金枝玉葉）                     | チャン・シウチョン （晩9朝5）                                   | ロー・クンラン （我和春天有個約會）                 | アリス・ラウ （我和春天有個約會）                          |
| 15 | 1996年 | 女人、四十。                              | アン・ホイ （女人、四十。）                                               | ロイ・チャオ （女人、四十。）                                        | ジョセフィーン・シャオ （女人、四十。）                    | ロー・カーイン （女人、四十。）                                 | カレン・モク （天使の涙）                           | エリック・モー （慈雲山十三太保）                          |
| 16 | 1997年 | ラヴソング                                | ピーター・チャン （ラヴソング）                                           | ケント・チェン （三個受傷的警察）                                    | マギー・チャン （ラヴソング）                              | エリック・ツァン （ラヴソング）                                 | スー・チー （夢翔る人/色情男女）                    | スー・チー （夢翔る人/色情男女）                           |
| 17 | 1998年 | メイド・イン・ホンコン                    | フルーツ・チャン （メイド・イン・ホンコン）                               | トニー・レオン （ブエノスアイレス）                                  | マギー・チャン （宋家の三姉妹）                            | チアン・ウェン （宋家の三姉妹）                                 | アニタ・ムイ （半生縁）                             | サム・リー （メイド・イン・ホンコン）                      |
| 18 | 1999年 | ビースト･コップ 野獣刑警                  | ゴードン・チャン、 ダンテ・ラム （ビースト･コップ 野獣刑警）              | アンソニー・ウォン （ビースト･コップ 野獣刑警）                      | サンドラ・ン （ポートランド・ストリート・ブルース）        | パトリック・タム （ビースト･コップ 野獣刑警）                   | スー・チー （ポートランド・ストリート・ブルース）   | ニコラス・ツェー （硝子のジェネレーション 香港少年激闘団） |
| 19 | 2000年 | 千言萬語                                  | ジョニー・トー （ザ･ミッション 非情の掟）                                 | アンディ・ラウ （暗戦 デッドエンド）                                 | ロー・ラン （OVER SUMMER 爆裂刑警）                        | ティ・ロン （流星）                                             | キャリー・ン （流星）                               | セシリア・チャン （星願 あなたにもういちど）               |
| 20 | 2001年 | グリーン・デスティニー                    | アン・リー （グリーン・デスティニー）                                     | トニー・レオン （花様年華）                                          | マギー・チャン （花様年華）                                | フランシス・ン （電脳警察 CYBER SPY）                           | チェン・ペイペイ （グリーン・デスティニー）         | チン・ハイルー （ドリアン ドリアン）                       |
| 21 | 2002年 | 少林サッカー                              | チャウ・シンチー （少林サッカー）                                         | チャウ・シンチー （少林サッカー）                                    | シルビア・チャン （地久天長）                              | ウォン・ヤッフェイ （少林サッカー）                             | カリーナ・ラム （男人四十）                         | カリーナ・ラム （男人四十）                                |
| 22 | 2003年 | インファナル・アフェア                    | アンドリュー・ラウ、アラン・マック （インファナル・アフェア）             | トニー・レオン （インファナル・アフェア）                            | アンジェリカ・リー （the EYE 【アイ】）                    | アンソニー・ウォン （インファナル・アフェア）                   | レネ・リウ （ダブル・ビジョン）                     | ユージニア・ユアン （THREE/臨死「going home」）            |
| 23 | 2004年 | マッスルモンク                            | ジョニー・トー （PTU）                                                    | アンディ・ラウ （マッスルモンク）                                    | セシリア・チャン （忘れえぬ想い）                          | レオン・カーフェイ （大丈夫）                                   | ジョシー・ホー （豪情）                             | アンディ・オン （スターランナー）                          |
| 24 | 2005年 | カンフーハッスル                          | イー・トンシン （ワンナイト・イン・モンコック）                           | トニー・レオン （2046）                                              | チャン・ツィイー （2046）                                  | ユン・ワー （カンフーハッスル）                                 | バイ・リン （美しい夜、残酷な朝「dumplings」）      | ティエン・ユエン （蝴蝶 羽化する官能）                     |
| 25 | 2006年 | エレクション                              | ジョニー・トー （エレクション）                                           | レオン・カーフェイ （エレクション）                                  | ジョウ・シュン （ウィンター・ソング）                      | アンソニー・ウォン （頭文字D THE MOVIE）                        | テレサ・モウ （早熟 青い蕾）                        | ジェイ・チョウ （頭文字D THE MOVIE）                       |
| 26 | 2007年 | 父子（中国語版）                          | パトリック・タム （父子）                                                 | ラウ・チンワン （我要成名）                                          | コン・リー （王妃の紋章）                                  | ン・キントー （父子）                                           | ジョウ・シュン （女帝［エンペラー］）               | ン・キントー （父子）                                      |
| 27 | 2008年 | ウォーロード/男たちの誓い                 | ピーター・チャン （ウォーロード/男たちの誓い）                            | ジェット・リー （ウォーロード/男たちの誓い）                         | スーチン・ガオワー （おばさんのポストモダン生活）          | アンディ・ラウ （プロテージ/偽りの絆）                          | スーザン・シウ （野。良犬）                         | ケイト・ツイ （天使の眼、野獣の街）                        |
| 28 | 2009年 | イップ・マン 序章                         | アン・ホイ （生きていく日々）                                             | ニック・チョン （ビースト・ストーカー/証人）                         | パウ・ヘイチン （生きていく日々）                          | リウ・カイチー （ビースト・ストーカー/証人）                    | チャン・ライワン （生きていく日々）                 | シュー・チャオ （ミラクル7号）                             |
| 29 | 2010年 | 孫文の義士団                              | テディ・チャン （孫文の義士団）                                           | サイモン・ヤム （歳月神偸）                                          | クララ・ウェイ（恵英紅） （心の魔）                        | ニコラス・ツェー （孫文の義士団）                               | ミシェル・イェ （アクシデント）                     | アーリフ・リー （歳月神偸）                                |
| 30 | 2011年 | 燃えよ!じじぃドラゴン 龍虎激闘            | ツイ・ハーク （王朝の陰謀 判事ディーと人体発火怪奇事件）                  | ニコラス・ツェー （密告・者）                                        | カリーナ・ラウ （王朝の陰謀 判事ディーと人体発火怪奇事件） | テディ・ロビン （燃えよ!じじぃドラゴン 龍虎激闘）               | シュー・ヤムヤム （燃えよ!じじぃドラゴン 龍虎激闘） | ハンジン・タン （李小龍 マイブラザー）                     |
| 31 | 2012年 | 桃さんのしあわせ                          | アン・ホイ （桃さんのしあわせ）                                           | アンディ・ラウ （桃さんのしあわせ）                                  | ディニー・イップ （桃さんのしあわせ）                      | ロー・ホイパン （奪命金）                                       | ソー・ハンシェン （奪命金）                         | ジャム・シャオ （殺手歐陽盆栽）                            |
| 32 | 2013年 | コールド・ウォー 香港警察 二つの正義      | リョン・ロクマン、サニー・ルク （コールド・ウォー 香港警察 二つの正義）   | レオン・カーフェイ （コールド・ウォー 香港警察 二つの正義）          | ミリアム・ヨン （恋の紫煙2）                               | ロナルド・チェン （低俗喜劇）                                   | ダダ・チャン （低俗喜劇）                           | アレックス・ツイ （コールド・ウォー 香港警察 二つの正義）  |
| 33 | 2014年 | グランド・マスター                        | ウォン・カーウァイ （グランド・マスター）                                 | ニック・チョン （激戦 ハート・オブ・ファイト）                       | チャン・ツィイー （グランド・マスター）                    | マックス・チャン （グランド・マスター）                         | クララ・ウェイ（恵英紅） （キョンシー）             | ベビージョン・チョイ （狂舞派）                            |
| 34 | 2015年 | 黄金時代                                  | アン・ホイ （黄金時代）                                                   | ラウ・チンワン （インターセプション -盗聴戦-）                       | ヴィッキー・チャオ （最愛の子）                            | ケネス・ツァン （インターセプション -盗聴戦-）                  | イヴァナ・ウォン （金雞SSS）                        | イヴァナ・ウォン （金雞SSS）                               |
| 35 | 2016年 | 十年                                      | ツイ・ハーク （タイガー・マウンテン 〜雪原の死闘〜）                      | アーロン・クオック （九龍猟奇殺人事件）                              | ジェシー・リー （九龍猟奇殺人事件）                        | バイ・ジー （九龍猟奇殺人事件）                                 | エレイン・ジン （九龍猟奇殺人事件）                 | バイ・ジー （九龍猟奇殺人事件）                            |
| 36 | 2017年 | 大樹は風を招く                            | フランク・ホイ、ジェヴォンズ・アウ、ヴィッキー・ウォン （大樹は風を招く） | ラム・カートン （大樹は風を招く）                                    | カラ・ワイ（恵英紅） （幸運是我）                          | エリック・ツァン （誰がための日々）                             | エレイン・ジン （誰がための日々）                   | トニー・ウー （最初の半歩）                                |
| 37 | 2018年 | 明月幾時有                                | アン・ホイ （明月幾時有）                                                 | ルイス・クー （SPL 狼たちの処刑台）                                  | テレサ・モウ （黃金花）                                    | フィリップ・キョン （SHOCK WAVE ショック ウェイブ 爆弾処理班）  | ディニー・イップ （明月幾時有）                     | リン・マンロン （黃金花）                                  |
| 38 | 2019年 | プロジェクト・グーテンベルク 贋札王       | フェリックス・チョン （プロジェクト・グーテンベルク 贋札王）              | アンソニー・ウォン （淪落の人）                                      | クロエ・マーヤン （三人の夫）                              | ベン・ユエン （トレイシー）                                     | カラ・ワイ （トレイシー）                           | クリセル・コンサンジ （淪落の人）                          |
| 39 | 2020年 | 少年の君                                  | デレク・ツァン （少年の君）                                               | 太保（張嘉年） （叔·叔）                                             | チョウ・ドンユィ （少年の君）                              | 張達明 （ファストフード店の住人たち）                           | 區嘉雯 （叔·叔）                                    | イー・ヤンチェンシー （少年の君）                          |
| 40 | 2022年 | レイジング・ファイア                      | ベニー・チャン （レイジング・ファイア）                                   | パトリック・ツェー （黄昏をぶっ殺せ）                                | リウ・ヤースー （リンボ）                                  | フォン・ホーヤン （ゼロからのヒーロー）                         | フィッシュ・リュウ （アニタ）                       | ルイーズ・ウォン （アニタ）                                |
| 41 | 2023年 | 給十九歲的我                              | ワイ・カーファイ （神探大戦）                                             | ラウ・チンワン （神探大戦）                                          | サミー・チェン （流水落花）                                | マイケル・ホイ （風再起時）                                     | イヴァナ・ウォン （6人の食卓）                      | サハル・ザマン （白日青春－生きてこそ－）                  |
| 42 | 2024年 | 毒舌弁護人〜正義への戦い                  | ソイ・チェン （マッド・フェイト）                                         | トニー・レオン （ゴールドフィンガー 巨大金融詐欺事件）               | ジェニファー・ユー （白日の下）                            | デヴィッド・チャン （白日の下）                                 | レイチェル・リャン （白日の下）                     | ヨーヨー・ツェ （離れていても）                            |
| 43 | 2025年 | トワイライト・ウォリアーズ 決戦! 九龍城砦 | ソイ・チェン （トワイライト・ウォリアーズ 決戦! 九龍城砦）                | ラウ・チンワン （お父さん）                                          | ミシェール・ワイ （ラスト・ダンス）                        | チュー・パクホン （ラスト・ダンス）                             | ジョー・コク （お父さん）                           | ディラン・ソウ （お父さん）                                |
| 回 | 年     | 最優秀作品賞                              | 最優秀監督賞                                                              | 最優秀主演男優賞                                                     | 最優秀主演女優賞                                           | 最優秀助演男優賞                                                | 最優秀助演女優賞                                    | 最優秀新人賞                                               |

## それ以外の賞
- 最佳編劇　Best Screenplay
- 最佳攝影　Best Cinematography
- 最佳剪接　Best Film Editing
- 最佳美術指導　Best Art Direction
- 最佳服裝造型設計　Best Costume & Make Up Design
- 最佳動作設計 　Best Action Choreography
- 最佳原創電影音樂　Best Original Film Score
- 最佳原創電影歌曲　Best Original Film Song
- 最佳音響效果　Best Sound Design
- 最佳視覺效果　Best Visual Effects
- 新晉導演　Best New Director
- 最佳兩岸華語電影　Best Film From Mainland And Taiwan
- 專業精神獎 　Professional Achievement Award